# 265059 Bajorgizi
265059 Bajorgizi è un asteroide della fascia principale. Scoperto nel 2003, presenta un'orbita caratterizzata da un semiasse maggiore pari a 3,1675923 au e da un'eccentricità di 0,0800934, inclinata di 8,96223° rispetto all'eclittica.